# Nevolone

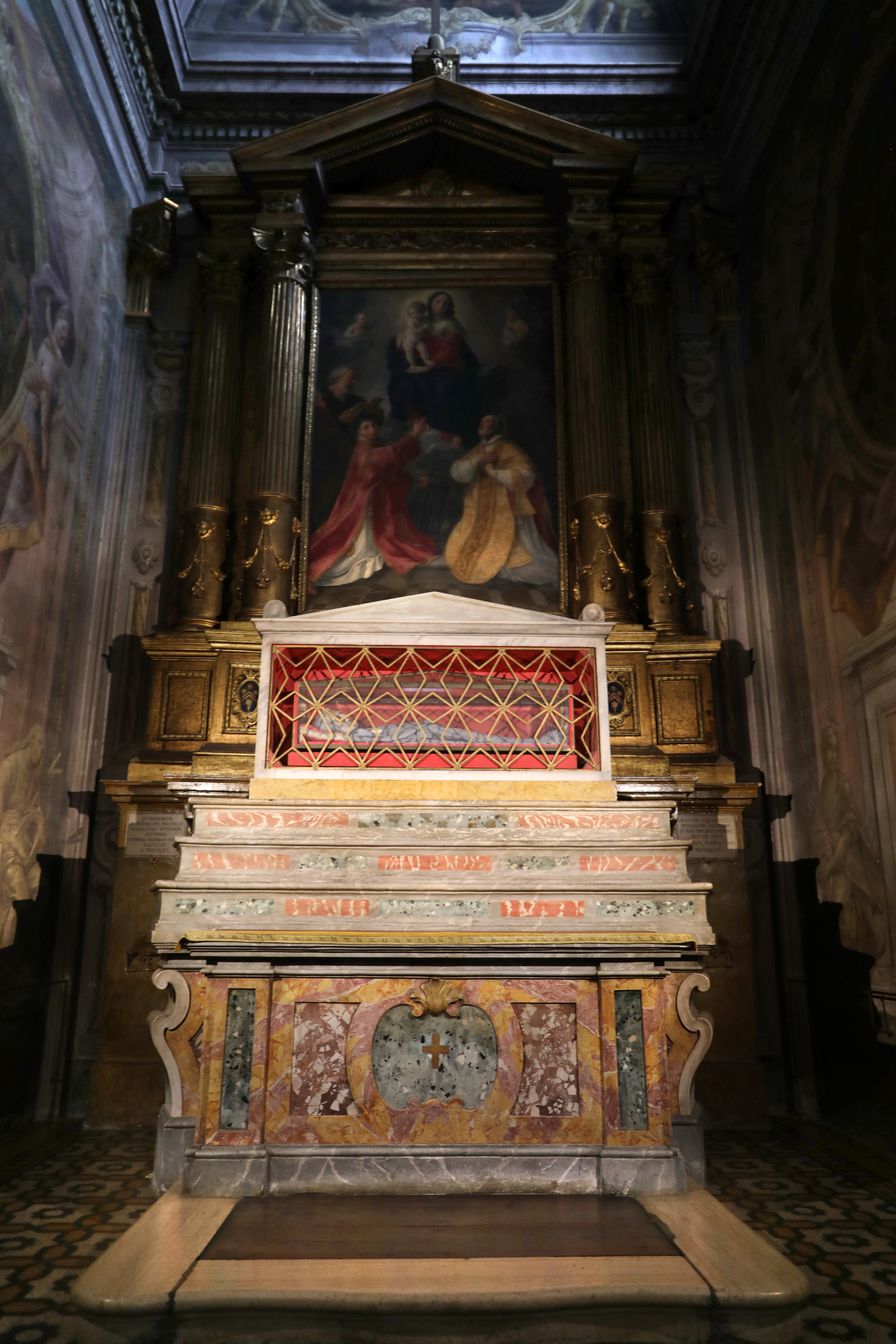
Cappella con le reliquie del beato Nevolone, Duomo di Faenza

Nevolone, o Novellone (... – Faenza, 27 luglio 1280), è stato un pellegrino e penitente faentino. Il suo culto come beato è stato confermato da papa Pio VII nel 1817.

## Biografia
Le notizie sulla sua vita sono tarde e leggendarie. Pare svolgesse la professione di calzolaio e appartenesse al terz'ordine francescano. Compì undici volte il pellegrinaggio a Compostella e durante cinque di essi si flagellò lungo la strada. Rimasto vedovo, inasprì le penitenze che si infliggeva e divenne, probabilmente, oblato camaldolese: si spense accanto alla cella dell'eremita camaldolese frate Lorenzo.

## Il culto
Morì in fama di santità e il popolo e il clero di Faenza lo portarono processionalmente in cattedrale, dove ricevette sepoltura: nel 1351 esisteva già un altare dedicato a lui in duomo; si ebbero traslazioni delle sue reliquie nel 1473, nel 1614 e nel 1700.
Papa Pio VII, con decreto del 4 giugno 1817, ne confermò il culto con il titolo di beato.
Il suo elogio si legge nel martirologio romano al 27 luglio.